# Championnats du monde de vol à ski 1988
Navigation
Kulm 1986 Vikersund 1990
La 10e édition des championnats du monde de vol à ski s'est déroulée du 11 mars 1988 au 13 mars 1988 à Oberstdorf en Allemagne de l'Ouest qui organise pour la troisième fois la compétition.

## Résultats

### Individuel
| Médaille | Concurrent            | Points |
| Or       | Ole Gunnar Fidjestoel | 364.0  |
| Argent   | Primož Ulaga          | 361.0  |
| Bronze   | Matti Nykänen         | 355.5  |
| 4e       | Pavel Ploc            | 342.0  |
| 5e       | Gunther Stranner      | 337.5  |
| 6e       | Jiří Parma            | 334.5  |
| 7e       | Jon Inge Kjoerum      | 334.0  |
| 7e       | Piotr Fijas           | 334.0  |
| 7e       | Werner Schuster       | 334.0  |
| 10e      | Matjaz Zupan          | 326.0  |